# Lézerseprű

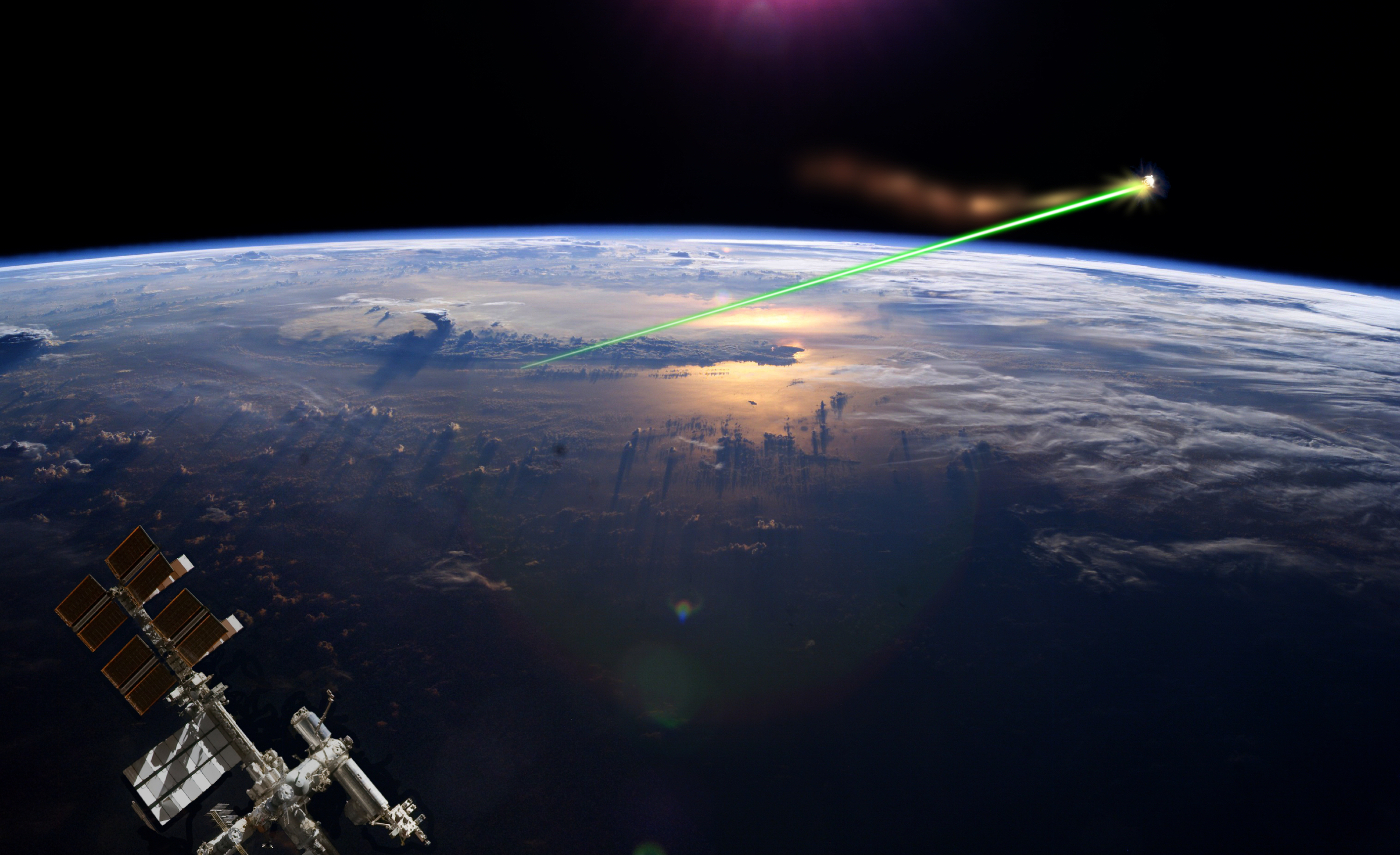
A lézerseprű művészi ábrázolása

Elméletben a lézerseprű egy, a Föld felszínére telepített lézersugárral felszerelt rendszer, amely egyesével eltávolítja az űrben lebegő törmeléket a mesterséges műholdak (mint például a Nemzetközi Űrállomás) útjából, hogy megakadályozzák azok károsodását. Azzal, hogy felmelegíti a törmelék egyik oldalát, elmozdítja azt a pályájáról, és így eléri, hogy hamarabb elérje a légkört. Az űrkutatók szerint a lézerseprű tudna segíteni abban is, hogy csökkenjen a Kessler-szindróma. Továbbá javaslatot tettek a műholdakra vagy űrállomásra szerelt lézerseprű rendszerekre is.

## Működési elv
A lézerseprű célja, hogy az egy és tíz centiméter (0,4–3,9 hüvelyk) közötti átmérőjű űrbeli törmeléket célozza meg. Nemcsak az ilyen nagy sebességű törmelékekkel való ütközések okoznak jelentős károkat a műholdaknak, hanem az ezekből az ütközésekből származó másodlagos törmelékek is. A lézerseprű nagy teljesítményű felhasználására van készítve, hogy behatoljon a légkörbe és megolvassza az anyagot a megcélzott törmelékben.  A megolvadt anyag ad egy kis tolóerőt, amely csökkenti a keringési magasságot a felső légkör felé, ezáltal növelve az esést, hogy a fennmaradó pályája rövidebb legyen. A lézer impulzusos módon működne. Ezen lézerek teljesítményszintje jóval alatta marad a magasabb energiaszintű és jóval hatékonyabb műholdak elleni fegyverekkel szemben.
Egy lézeres irányzék és az adaptív optika használatával egy kellően nagy földi lézer (1 megajoule energia) naponta tucatnyi törmelék pályáját tudja módosítani.

## Története
- Az űrsikló rendszeresen bizonyítékokkal szolgált az "apró" sérülésekről a repülés utáni ellenőrzéseken.[10]
- Az Orion az 1990-es években egy javasolt földi lézerseprű projektje volt, amely becslések szerint 500 millió dollárba került.[11][12][13]
- 2003-ban egy űrbe telepített lézert terveztek "Project Orion" néven amely a  Nemzetközi Űrállomásra lett volna felszerelve.[14][15]
- 2014-ben az Európai Cleanspace projektbeszámolót tett közzé a törmelékkövetési és eltávolító lézerállomások globális architektúrájáról.[16][17]
- 2015-ben japán kutatók javasolták a lézerseprű képességeinek hozzáadását az Extreme Universe Space obszervatóriumi távcsőhöz, amelyet 2017-ben indítanak az űrállomásra.[18][19][20][21]

## Fordítás
Ez a szócikk részben vagy egészben  a   Laser broom című angol Wikipédia-szócikk ezen változatának fordításán alapul.  Az eredeti cikk szerkesztőit annak laptörténete sorolja fel. Ez a jelzés csupán a megfogalmazás eredetét és a szerzői jogokat jelzi, nem szolgál a cikkben szereplő információk forrásmegjelöléseként.